# Оаху
Оа́ху (гав. Oʻahu) — третий по величине и наиболее населённый остров Гавайского архипелага. На юго-восточном побережье острова расположена столица штата Гавайи, город Гонолулу.

## География

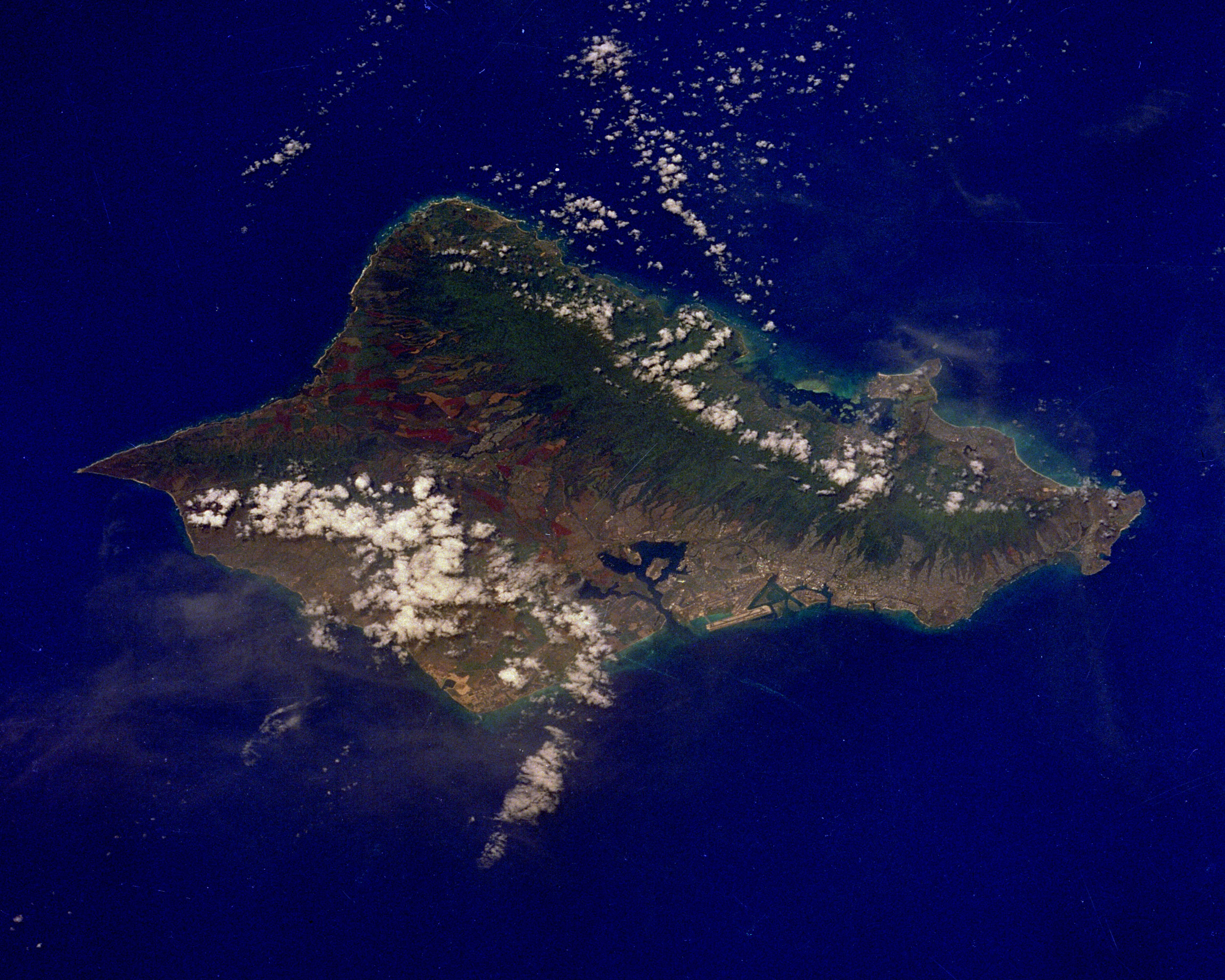
Космический снимок острова

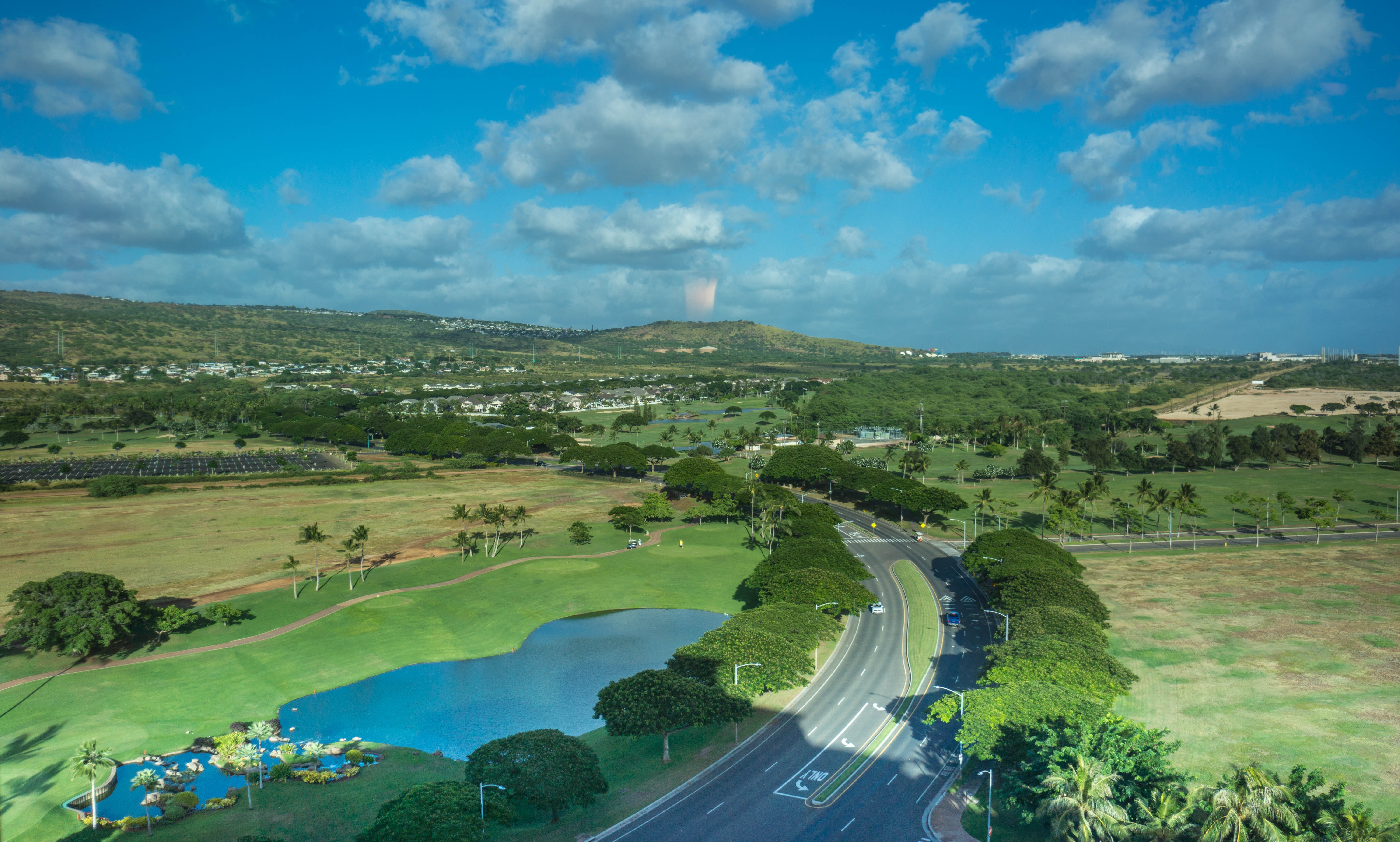
Вид на остров с воздуха

Площадь острова, включая прилегающие малые острова, составляет 1545,3 км², что делает его 20-м по величине островом США.
Наибольшая протяжённость острова — 71 км, наименьшая протяжённость — 48 км. Длина береговой линии — 366 км. По территории Оаху протекает длиннейшая река архипелага — Кауконахуа (53 км). Остров сформирован двумя отдельными щитовыми вулканами: Ваианае и Коолау, между которыми имеется широкая долина (седловина). Высшей точкой Оаху является гора Каала, высота которой составляет 1220 м над уровнем моря.
На Оаху проживают 953 207 человек, что составляет примерно 75 % от населения всего штата.

## История
Оаху был, вероятно, первым островом Гавайского архипелага, который 18 января 1778 года увидели члены экипажа шлюпа HMS Resolution, капитаном которого был известный путешественник Джеймс Кук. Шлюп сопровождало судно HMS Discovery. Участники экспедиции были удивлены, увидев высокие острова в центральной части Тихого океана. Тем не менее, Кук не высаживался на Оаху. Первым европейцем, сошедшим на остров 28 февраля 1779 года, был капитан Чарльз Клерк. Экспедиция перешла под командование Клерка после гибели Кука 14 февраля на острове Гавайи.
Утром 7 декабря 1941 года японские войска напали на американские военно-морскую и воздушные базы, расположенные в окрестностях Пёрл-Харбора, на острове Оаху.